# 加爾斯
哥德堡運動員與體育協會簡稱加爾斯（GAIS），是一間位於瑞典哥德堡的足球會，成立於1894年3月11日。
加尔斯是瑞典最古老的足球俱乐部之一，是瑞典足球超级联赛的创始成员，也是联赛的创始赛季冠军。他们总共获得了四次全国冠军头衔、五次联赛冠军和一次全国杯冠军。但因為加爾斯經常在聯賽制度中升降，因此被外界視為「升降機」。

## 歷史
加爾斯在1894年3月11日於市中心一間咖啡館成立，創辦人成立的目的是「愛國用途和推廣所有種類的運動」。創始之初，他們主要的活動是田徑和各類耐力運動。1897年，足球部門成立。1903年，加爾斯首次進行正式足球比賽，對手是同市球會奧基迪。
1915–1916賽季，加爾斯首次在最高級別的聯賽亮相，並最終獲得第四名。1919年，俱乐部击败佐加頓斯，赢得了首个全国冠军。1922年，他们击败哈馬比再次夺冠。
1924年瑞典足球超级联赛成立，加尔斯以领先同城对手IFK哥登堡2分的成绩夺得1924–1925赛季冠军，成为联赛的创始赛季冠军。

## 荣誉
- 瑞典冠軍
  - 冠軍 (4):1919, 1922, 1930–31, 1953–54

- 瑞典足球超級聯賽
  - 冠軍 (4)：1924–25, 1926–27, 1930–31, 1953–54
  - 亞軍 (4)：1925–26, 1932–33, 1933–34, 1941–42

- Svenska Serien（瑞典足球超級聯賽前身）
  - 冠軍 (1)：1923–24

- Svenska Mästerskapet（早期瑞典冠军杯赛）
  - 冠軍 (2)：1919, 1922

- 瑞典盃
  - 冠軍 (1)：1942
  - 亞軍 (1)：1986–87

- 国际托托杯
  - 冠軍 (1)：1990

## 外部連結
- GAIS（页面存档备份，存于） - 官方網站
- Supporterklubben Makrillarna - 球迷網站
- Gårdakvarnen（页面存档备份，存于） - 球迷網站